# Aphaenogaster picena
Aphaenogaster picena är en myrart som beskrevs av Baroni Urbani 1971. Aphaenogaster picena ingår i släktet Aphaenogaster och familjen myror. Inga underarter finns listade i Catalogue of Life.